# Andreína Álvarez
Andreína María Álvarez Medina Covian (Caracas, Venezuela, ngày 19 tháng 1 năm 1979) là một nữ diễn viên, nghệ sĩ giải trí, diễn viên hài, và giáo viên diễn xuất người Venezuela.

## Công trình

### Diễn xuất
- Radio Rochela
- Mujer con Pantalones - Linda Bombón (2004-2005)
- El gato tuerto - Ana Montes (2007-2008)
- Cheverísimo (2004)
- Que Một hàng đợi! (2010)
- El Show del Vacilón (2012)
- El Show de joselo (2000-2010)
- Sal y pimienta (2000-2008)

### Sản xuất
- Ají Picante - Chủ nhà chính
- Bailando con los Abuelos - Đồng chủ nhà (2008)
- Súper sábado Sensacional - Người được mời (2008-Present)
- El Show del Vacilón - Đồng chủ nhà (2014)
- Buscando una estrella - Đồng chủ nhà (2014)
- TV Libre - Người dẫn chương trình (2016) [2]

### Rạp hát
- Se busca hombre [3]
- Cata de Hombres
- Mujeres infieles [4]
- Despedida de Casadas [5]

### Khác
- Bailando con los gorditos - Người tham gia (2008)
- Buscando una estrella - Thẩm phán (2008, 2015), Người tham gia (2013)
- El preipermo disparatado (2012-2013)
- Se Solicita Julieta (2018) [6]